# Xénocrate
Pour les articles homonymes, voir Xénocrate (homonymie).
Xénocrate de Chalcédoine (en grec ancien Ξενοκράτης ; 396 - 314 av. J.-C. à Athènes) est un philosophe platonicien grec, deuxième scholarque de l'Académie de Platon, après Speusippe, de 339 à sa mort, en 315 av. J.-C. Il fut à la tête de l'Académie pendant 25 ans. On lui connaît quatre maîtres dans sa vie : Eschine de Sphettos, Platon, Speusippe et Aristote.

## Biographie

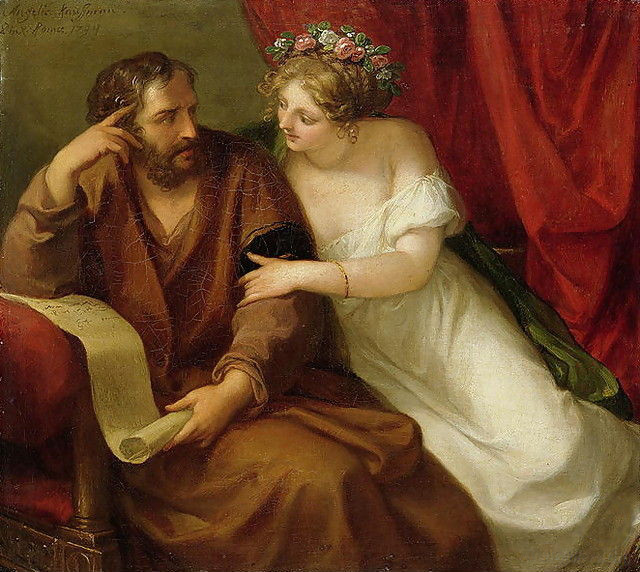
Phryné séduit le philosophe Xénocrate
Angelica Kauffmann, 1794
Collection privée

Xénocrate est né à Chalcédoine en Bithynie (actuelle Kadiköy en Turquie). Il gagne Athènes dans sa jeunesse : il y suit d'abord l'enseignement d'Eschine de Sphettos, avant de rejoindre l'Académie de Platon en 376. En 360, avec Speusippe, il accompagne son maître en Sicile, à la cour de Denys l'Ancien, tyran de Syracuse ; c'est le troisième et dernier voyage de Platon en Sicile. Après la mort de Platon, il est invité à Atarnée en 346 avec Aristote, devient son disciple, et reste avec lui cinq ans : le départ d’Aristote et de Xénocrate quittant Athènes et l'Académie pour l’Asie Mineure, fut considéré comme une sécession. À la mort de Speusippe, en 339, il est élu scholarque, recteur de l'Académie, devant Héraclide du Pont, Ménédème de Pyrrha et Aristote, entre autres. Platon se plaignait de sa lenteur ; tous les Anciens louèrent son caractère, son austérité, son indépendance, sa douceur.

## Philosophie
On attribue à Xénocrate la division de la philosophie en logique, physique et morale ou éthique, répartition tripartite qui fit date dans la philosophie hellénistique.
Comme Speusippe, c'est un platonicien pythagorisant, qui s'appuie surtout sur l'enseignement oral de Platon ; il distingue trois sortes d'essences, auxquelles il fait correspondre trois types de connaissances :
1. Hors du Ciel, l'Intelligible ou les Idées connus par l'intellection pure ;
2. Ce qui relève de l'opinion, ce qui est connu par l'opinion (doxa) ;
3. Dans le Ciel, les objets sensibles, connus par les sens. Il pose deux principes, l'Un et la Dyade, irréductibles. Dieu est la Monade, l'Âme du monde est la Dyade.

« À la différence de Speusippe qui remplaça les Idées par les Nombres mathématiques, Xénocrate les assimila aux Nombres » : voulant sauver la dernière théorie de Platon, par une attitude conservatrice, il identifia les Idées à des nombres. Cette position hybride de compromis entre Speusippe et Platon valut à Xénocrate le jugement sévère d’Aristote , qui la considérait comme « la pire » des trois versions (en grec χείριστα).

Alors que Speusippe refusait de voir le Bien dans l'Un (comme Platon) parce que cela aurait obligé à voir le Mal dans le Multiple, Xénocrate pense que tous les êtres, dans la mesure où ils participent de l'Un et du Multiple, ont quelque chose à voir avec le Mal. Dieu est la Monade, l'Âme du monde est la Dyade. Le premier parmi les platoniciens, il fait correspondre la ligne à deux (la dyade), comme Speusippe faisait correspondre le point à un. Pour Platon, le principe formel des grandeurs est la ligne insécable, pour Speusippe c'est le point, pour Xénocrate, ce sont les nombres mêmes : la dyade pour les longueurs, la triade pour les surfaces, la tétrade pour les solides.
Témoignage d'AétiusXénocrate, fils d'Agathénor de Chalcédoine, faisait de la Monade et de la Dyade des dieux, dont la première comme principe mâle occupe le rang de père et règne au ciel. Il l'appelle aussi Zeus et impair et Intellect (Noûs), étant pour lui le premier dieu. L'autre principe, de sexe féminin, prend la place de mère des dieux, et il l'appelle Justice (Dikè). Elle préside au domaine au-dessous du ciel. C'est pour lui l'Âme du Tout. Le ciel aussi est dieu, et les astres de feu sont les dieux olympiens, et les autres daimônes invisibles du monde sub-lunaire sont les autres dieux. Il pense qu'il y a des puissances divines répandues dans les éléments matériels. De celles-ci, celle qui est répandue dans l'air, il l'appelle Hadès, du fait qu'il est invisible (aeidê) ; celle qui siège dans l'élément humide, nous l'appelons Poséidon ; celle qui siège dans la terre, Déméter qui produit la végétation. Il fournit ces dernières doctrines aux stoïciens, mais les précédentes, c'est à partir de Platon qu'il les a transposées.
Suivant Xénocrate, l'âme est « un nombre qui se meut de lui-même, ». Elle n'a rien de matériel, c'est « un nombre sans corps », selon le propos de Cicéron. Ce qui est pour Speusippe la multiplicité devient pour Xénocrate la dyade indéfinie et multiplicité première ; pour Hermodore de Syracuse, c'est l'inégal ou le mouvement instable. La matière que lui apporte la Dyade indéfinie est purement idéale. L'âme est éternelle comme les Idées et son mouvement est éternel comme elle. Que l'homme soit un nombre signifie que l'âme — selon la doctrine pythagoricienne — est une harmonie, un mouvement ordonné, de sorte qu'on peut retrouver dans l'âme des intervalles musicaux (quarte, quinte, octave). Chez un Grec, « nombre » désigne toujours un nombre entier et signifie « système arrangé numériquement », « pluralité ordonnée », « chose structurée ». Pour un pythagoricien, l'âme est nombre en ce sens qu'elle est un mélange bien proportionné, une combinaison des propriétés composant le corps.
Comme Hestiée de Périnthe, autre philosophe disciple de Platon, il tenta d'assigner « à chaque être sa place dans le monde, traitant pareillement des choses sensibles, des objets intelligibles ou mathématiques, ainsi que des choses divines elles-mêmes ». Speusippe et Xénocrate sont d'accord pour dire que les réalités intelligibles ne résident que dans les choses mathématiques. Dans la pensée platonicienne, la génération des grandeurs idéales se fait à partir de deux principes, l'un matériel et l'autre formel : Ce principe formel est la droite insécable chez Platon, le point chez Speusippe, et le nombre lui-même chez Xénocrate. Xénocrate donne cette définition de l'Idée ou Forme intelligible : « L'Idée est la cause qui sert de modèle aux objets dont la constitution est inscrite de toute éternité dans la nature. »
« Par Xénocrate, le terme daimôn a acquis le sens de démonique qui prendrait toute sa force à travers le Nouveau Testament. Le plein développement de la croyance aux démons sera le fait de l'Antiquité tardive. »

### Fragments de Xénocrate
- (de) Xenokrates. Darstellung der Lehre und Sammlung der Fragmente, édi. par Richard Heinze, Leipzig, éd. Teubner, 1892, rééd. Hildesheim, éd. G. Olms, 1965, p. 157-197 (fragments en grec et latin, analysés). Édition de référence.
- (it) Senocrate. Testimonianze e frammenti, édi. et trad. it. par M. Isnardi Parente, 2° éd., Rome, CISADU, 2005.

### Sources antiques sur Xénocrate
- Aristote, Métaphysique, Livre N.
- Diogène Laërce, Vies, doctrines et sentences des philosophes illustres [détail des éditions] (lire en ligne), Livre IV, 6-15. Traduction plus détaillée (en anglais) sur Wikisource.
- Lucien de Samosate

### Études
- (en) Dancy Russell, « Xenocrates », dans Edward N. Zalta, The Stanford Encyclopedia of Philosophy, Metaphysics Research Lab. Stanford University, 2017 (lire en ligne) .
- (de) Heinrich Dörrie, Xenokrates, apud Pauly, Realencyclopädie der klassischen Alterumswissenschaft, série II, vol. 9, Stuttgart, 1967, p. 1512-1531.
- Pierre Boyancé, « Xénocrate et les Orphiques », Revue des Études Anciennes, t. 50, nos 3-4,‎ 1948, p. 218-231 (lire en ligne, consulté le 19 août 2020).
- Marcel Détienne, « Xénocrate et la démonologie pythagoricienne », Revue des Études Anciennes, t. 60, nos 3-4,‎ 1958, p. 271-279 (lire en ligne, consulté le 19 août 2020).
- Pierre Hadot, « Les divisions des parties de la philosophie dans l'Antiquité », Museum Helveticum, Éditions Vrin (1979) ; Les Belles Lettres (1998), t. 36,‎ 1979, pages 201-223.
- Werner Jaeger (trad. Olivier Sedeyn), Aristote : Fondements pour une histoire de son évolution, Éditions L’Éclat, 1997, 514 p. (ISBN 978-2-84162-014-2, lire en ligne)
- (de) Richard Heinze, Xenocrates. Darstellung der Lehre und Samlung der Fragmente, Leipzig, Teubner, 1892, xi-204 p. Réimpr. Hildesheim, G. Olms, 1965, p. 1-156. Présentation en ligne
- Carlos Lévy, « Académie », dans Jacques Brunschwig et G. E. R. Lloyd (préf. Michel Serres), Le Savoir grec, Paris, Flammarion, 1996 (ISBN 2-08-210370-6), p. 861-883.
- (en) David Whitehead, « Xenocrates the Metic », Rheinisches Museum für Philologie, vol. 124,‎ 1981, p. 223-244 (lire en ligne).